# Abies balsamea
Abies balsamea là một loài thực vật hạt trần trong họ Thông. Loài này được (L.) Mill. miêu tả khoa học đầu tiên năm 1768.